# 周煌墓
周煌墓位於重慶市涪陵區明家鄉雙興村三組，文物遺址年代為清代，2009年12月15日列為第二批重慶市文物保護單位。